# Szathmári Paksi István
Szathmári Paksi István (Marosvásárhely, 1719 nyara – Debrecen, 1791. március 2.) református lelkész, a Tiszántúli református egyházkerület püspöke 1785-től haláláig.

## Élete
Szathmári Paksi Mihály lelkész-tanár és Ember Judit (Ember Pál író leánya) fiaként született. Tanulmányait szülővárosában kezdte, majd 1734-től Sárospatakon folytatta. 1740. december 9-én az odera-frankfurti, 1741. december 16-án a franekeri egyetemre iratkozott be, ahol neve Stephanus Szathmáriként van bejegyezve. 1745-ben aszalói (Abaúj-Torna megye) lelkész lett, ahol feleségül vette a miskolci Óvári Máriát. 1747-ben tanár lett Debrecenben, ahol történelmet, latint s ógörög nyelvet és irodalmat tanított; 1760-ban áthelyezték a hittani tanszékre, ahol már előbb is több évig helyettesített. 1762-ben egyházkerületi jegyző lett, 1785. október 11-én pedig püspökké választották, mely hivatalát együtt folytatta a tanársággal, de erről 1790. január 18-án lemondott.

## Munkái
- Dissertatio theologico-philologica in vers. 13. cap. II. Hebr. Franekerae, 1743
- Dissertatio quinta ad vaticinia Danielis de posteriore parte regni quarti. uo., 1744
- Oszlop ember' halálán való siralma az Isten népének: Avagy, néhai tek. nemz. és vit. Domokos Márton urnak, …Debreczen városa sok esztendeig volt főbirájának… eltemettetésének alkalmatosságával tett halotti tanítás: mellyet 1764. Szent-György havának 6. napján a szomorú ház udvarán elmondott, Debrecen
- E világi élet felett való választása a mennyei boldogságnak. Mellyről… Szuhai Erzsébet aszszonynak … báj… Patai Sámuel … úri párjának … temettetésekor a báj… gyászos uri háznak udvarán, 1765. jún. 30. együgyüen tanított. Hely n. (Szathmári Paksi Mihály és Pál beszédeivel együtt)
- Hat napra való vallástevő vagy poenitentiális könyörgések. Hely n.
- Utasítása az esperesekhez és egyes lelkészekhez, hogy az iskolákról szóló hivatalos tudósításokat a római katholikus tanfelügyelőkhöz semmi szín alatt ne küldjék, 1789. február 14. (M. Prot. Egyh. és Isk. Figyelmező 1873. 99. l.)
- Írt latin gyászverset Muys franekeri tanár halálára (1744). A magyarországi reform. egyháznak üldöztetéséről írt éneket (1751-ben Sión siralma c. összesen száz strófa, a M. Prot. Egyh. és Isk. Figyelmezőben, 1875)
- 1779 C Plinius Ceacilii Secundi Consulis Panegyricius Nervae traiano augusto dictus – Levelek latinra fordítása